# Валя-Сатулуй (Ясси)
Валя-Сатулуй (рум. Valea Satului) — село у повіті Ясси в Румунії. Входить до складу комуни Граждурі.
Село розташоване на відстані 301 км на північ від Бухареста, 22 км на південь від Ясс.

## Населення
За даними перепису населення 2002 року у селі проживала 651 особа, усі — румуни. Усі жителі села рідною мовою назвали румунську.